# RRS Discovery (2013)
Pour l’article homonyme, voir RRS Discovery.
Le RRS Discovery  est un navire océanographique exploité par le Natural Environment Research Council (NERC). Il s’agit du troisième navire de ce type à avoir été construit et baptisé du nom du navire utilisé par Robert Falcon Scott lors de l'Expédition Discovery de 1901 à 1904 dans l’Antarctique.

## Historique
Discovery a été construit pour remplacer l'ancien RRS Discovery de 1962. Le navire a été commandé en 2010 au chantier naval C.N.P. Freire Shipyard (es) à Vigo et a été mis à l'eau en avril 2012.Le nouveau Discovery a été livré à la NERC à l'été 2013 pour une période d'essais en mer avant son déploiement initial prévu.
Le navire est équipé d'espaces flexibles de laboratoire, ce qui permet d'adapter les laboratoires à la nature des différentes activités scientifiques prévues pour chaque mission. Discovery est également équipé d'un système d'acoustique sous-marine en trois parties principales :une paire d'échosonder et un hydrophone qui sont installés dans une installation spéciale sur la quille du navire. Il porte également une paire de quilles contenant d'autres échosondeurs, hydrophones et caméras de vidéosurveillance. Discovery peut également exploiter le système ROUV ISIS  du National Oceanography Centre (en) de Southampton.

## Galerie

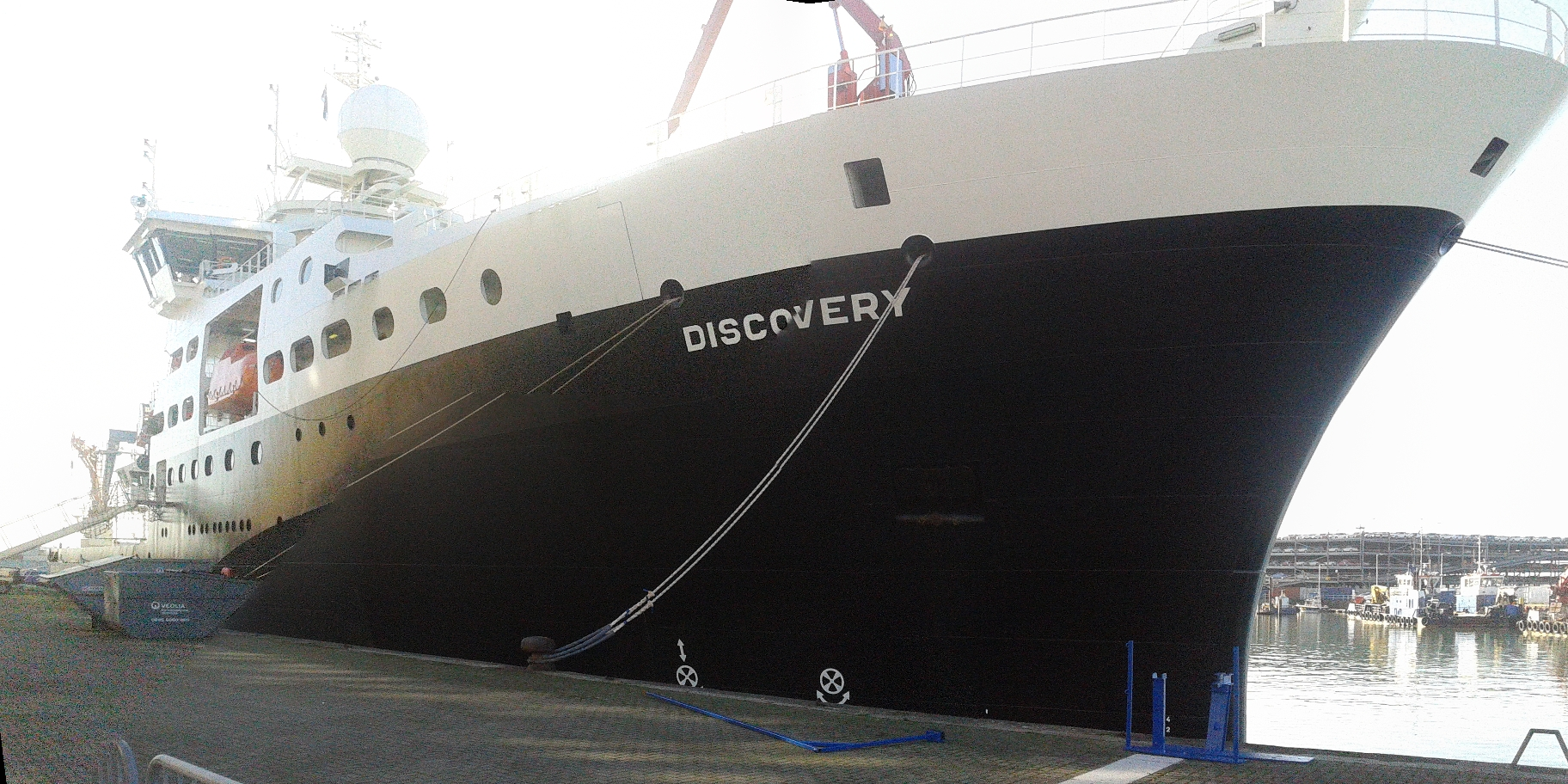
RRS Discovery
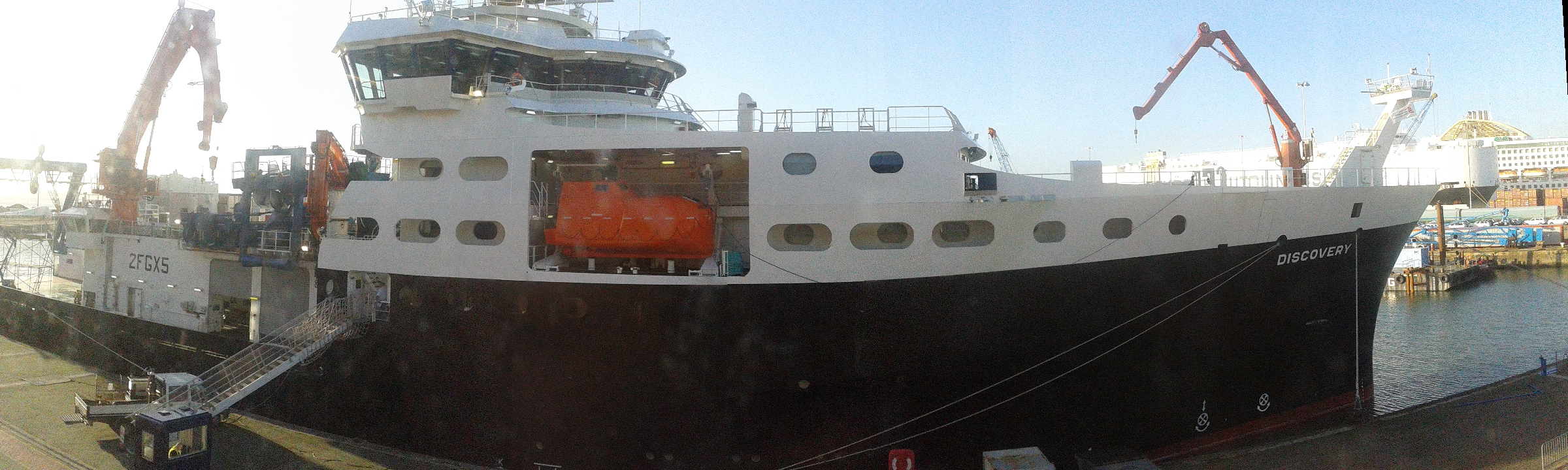
RRS Discovery

### Note et référence
1. ↑  Isis deep ROV platform - Site NOC

- (en) Cet article est partiellement ou en totalité issu de l’article de Wikipédia en anglais intitulé « RRS Discovery (2013) » (voir la liste des auteurs).